# Firmaprofesional
AC Firmaprofesional es un operador de servicios de certificación y proveedor tecnológico de seguridad y confianza
AC Firmaprofesional nació como un proyecto de diversos colegios profesionales con el fin de actuar con total independencia como Autoridad de Certificación Digital de los Profesionales. En el año 2001 se constituye como Sociedad Anónima e inicia su actividad en enero de 2002.